# Johanna von Destouches
Johanna von Destouches (* 3. Juni 1869; † 12. Januar 1956 in München) war eine deutsche Malerin und Dichterin.

## Leben und Wirken
Johanna von Destouches war Tochter des Münchner Historikers und Dichters Ernst von Destouches (1843–1916), Gründer des Münchner Stadtmuseums. Sie wurde zur Lehrerin für moderne Sprachen, zusätzlich für Gesangs- und Klavierunterricht ausgebildet. Im Anschluss studierte sie an der Kunstgewerbeschule in München bei Olga Weiß. 1897 hatte sie ihre erste Ausstellung von Aquarellen im Münchner Kunstverein und war danach Schülerin von Else Gürleth-Hey. Sie hatte dann ihr eigenes Atelier und malte bevorzugt Blumenbilder in Öl und Aquarell.
Sie nahm teil an Ausstellungen in München, Düsseldorf, Bremen, Hamburg, Dresden, Meran, Paris, ebenso an einer Kollektiv-Ausstellung der Galerie Heinemann, München (1912). 1938, 1940, 1941 und 1943 war sie auf den Großen Deutschen Kunstausstellungen in München vertreten. Dabei fanden ihre Werke das besondere Interesse führender Nazis, und von ihren fünf ausgestellten Arbeiten wurden vier von Hitler, Goebbels, Martin Bormann und Adolf Wagner erworben.
Eine Ehrenausstellung in den Städtischen Kunstsammlungen München erfolgte 1950. Werke von ihr finden sich u. a. in der Neuen Pinakothek München.